# Ross-ijsplateau

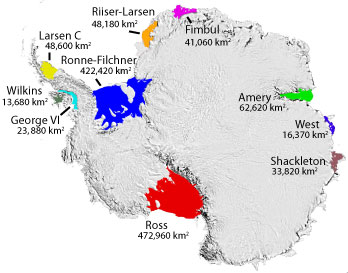
De locatie van het Rossijsplateau (rood)

Het Ross-ijsplateau of de Rossijsbarrière (Antarctica) is het grootste ijsplateau ter wereld. Het is vernoemd naar James Clark Ross, die het op 28 januari 1841 ontdekte en het aanvankelijk de Victoria barrier noemde (naar Victoria van het Verenigd Koninkrijk). Het plateau heeft een oppervlakte van circa 487.000 km² (ongeveer de oppervlakte van Spanje), is enkele honderden meters dik en steekt 15 tot 50 meter boven het wateroppervlak uit. Circa 90% van het drijvende ijs bevindt zich onder het wateroppervlak.
Het grootste deel van het Rossijsplateau bevindt zich binnen Ross Dependency.
Het Rossijsplateau wordt gevoed door zeven gletsjers, waaronder de Beardmoregletsjer en de Axel Heiberggletsjer.

## Galerij

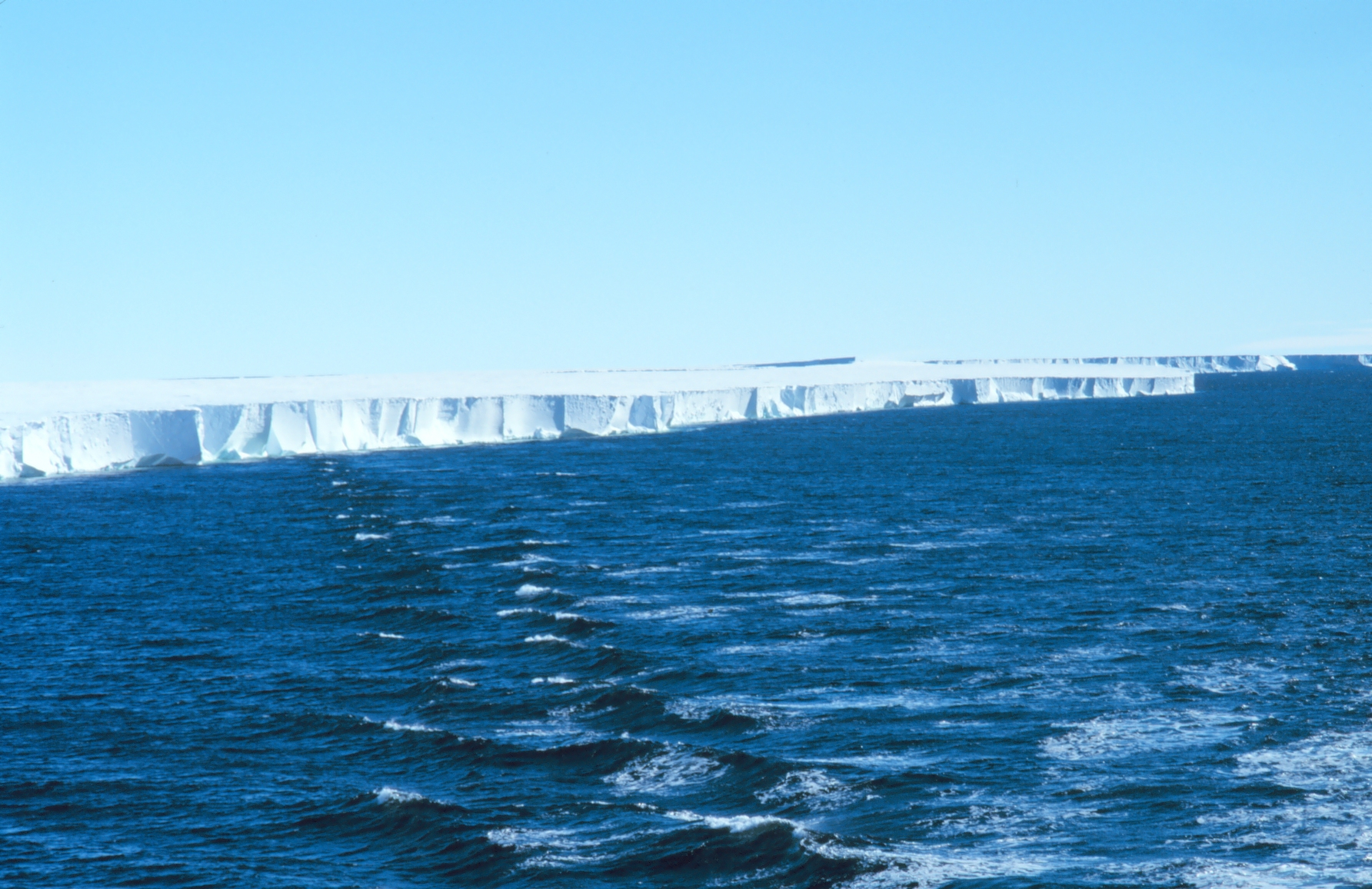
Het Rossijsplateau in 1997
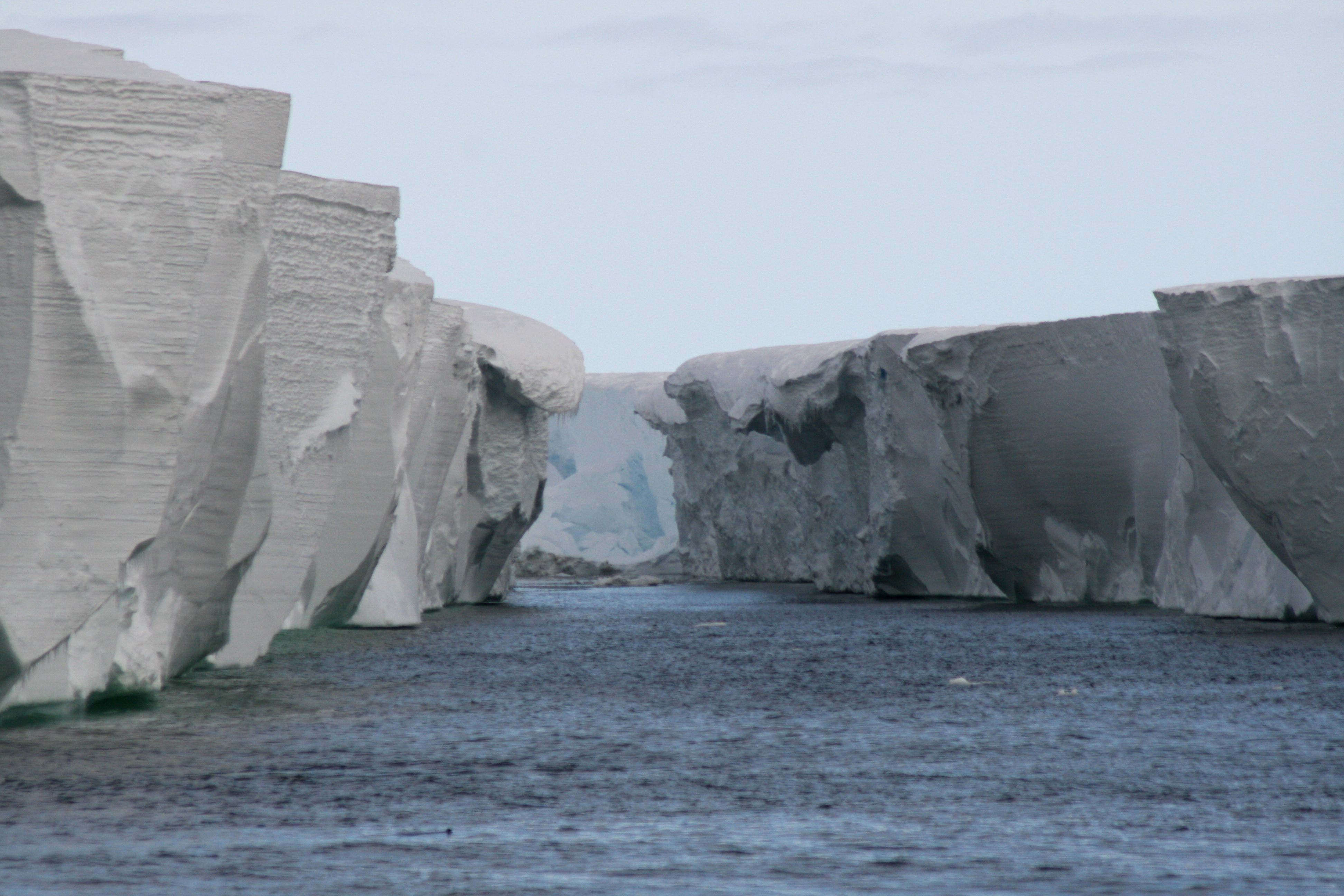
Het Rossijsplateau in 2007
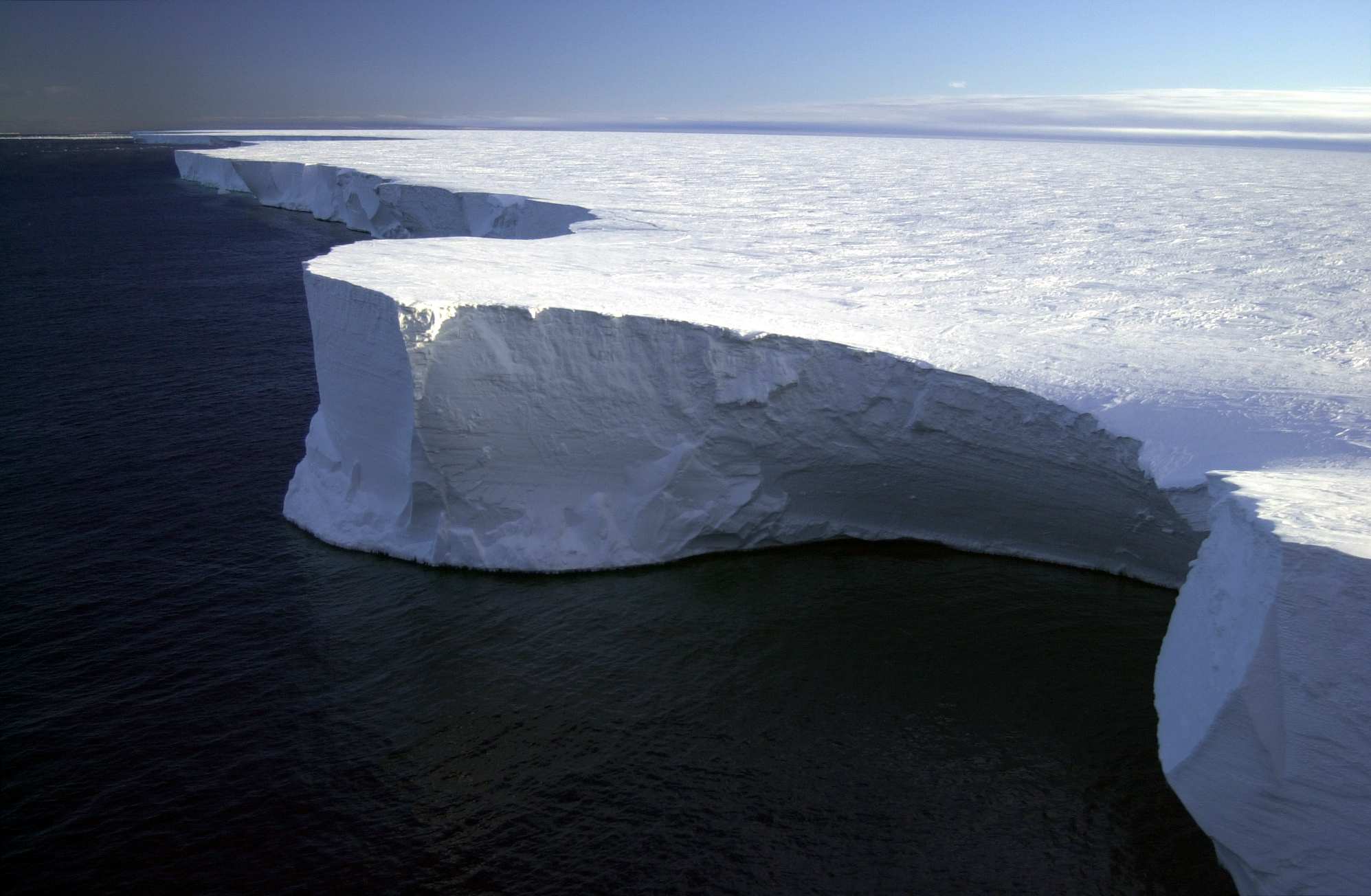
IJsberg B-15a
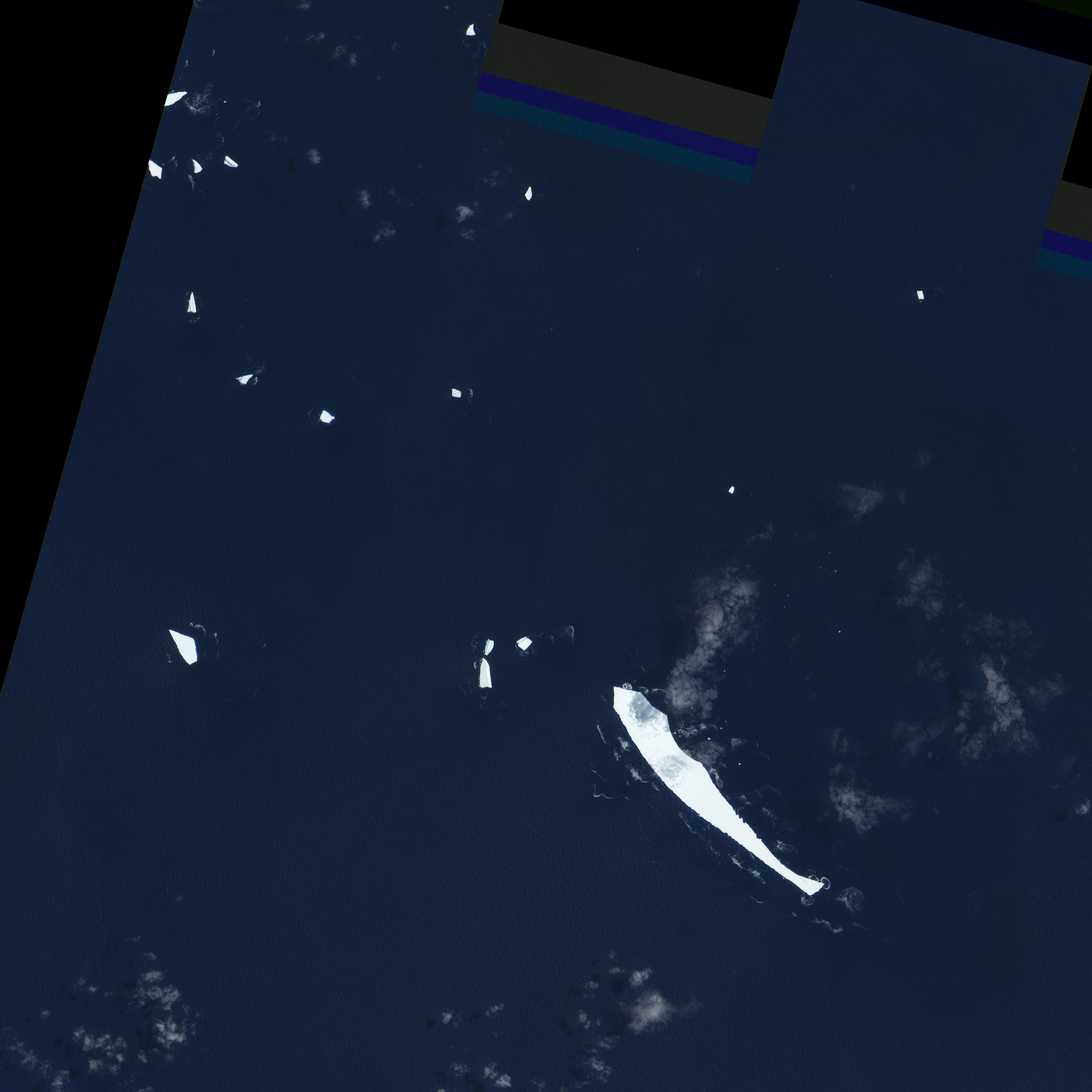
Deel van ijsberg B-17 (gelijkt op een walvis)
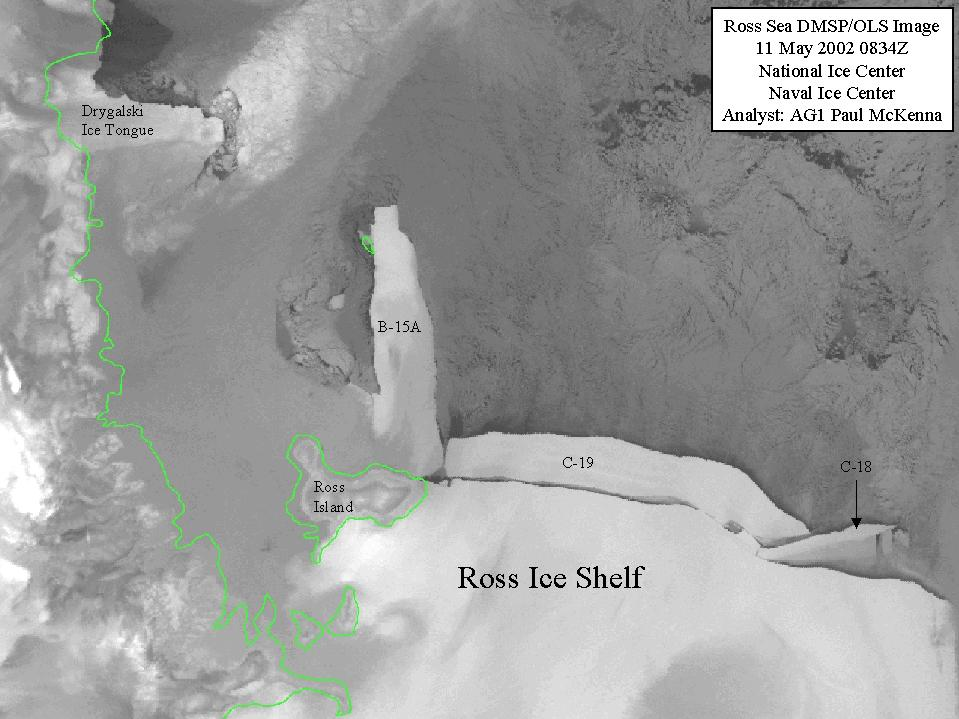
IJsberg C-19